# Therezinha Viana de Assis
Therezinha Viana de Assis (Aracaju, 22 de julho de 1941 - Amsterdã, 3 de fevereiro de 1978), codinome Terezinha Viana de Jesus, foi uma economista e militante da Ação Popular (AP) e do Movimento de Esquerda Revolucionária (MIR-Chile) durante a ditadura militar brasileira. Therezinha se exilou no Chile e depois na Holanda onde foi encontrada morta aos 36 anos.

## Biografia
Therezinha Viana de Assis nasceu em 22 de julho de 1941 em Aracaju. Era filha de Antônio Veriano de Assis e de Edith Vianna de Assis e irmã de Selma Viana de Assis Pamplona.
Realizou seus estudos em sua cidade natal, formou-se em Economia pela Universidade Federal de Sergipe (UFS) em 1965. Mudou-se para Belo Horizonte, onde trabalhou como funcionária da Caixa Econômica Federal.
Sua atuação e filiações politicas no Brasil são imprecisas, contudo segundo o depoimento de Gilberto Fernandes Gomes de Faria, anexado ao processo na Comissão Especial sobre Mortos e Desaparecidos Políticos (CEMDP), Therezinha pertencia à Ação Popular (AP) em 1969. Therezinha, segundo informações prestadas por sua irmã Selma Viana, foi presa e torturada por agentes da repressão do Estado brasileiro entre os anos de 1968 a 1972 quando tinha por volta de seus 31 anos de idade.
Após ter sido libertada, a militante exilou-se no Chile no inicio de 1973 onde passou a usar o codinome de Terezinha Viana de Jesus, nome que consta em algumas listas de mortos e desaparecidos políticos. Durante a época que esteve no país realizou um curso de pós-graduação na Universidade de Santiago e passou a militar no Movimento de Esquerda Revolucionária (MIR). Therezinha ficou no país até o golpe militar que tirou o atual presidente chileno na época, Salvador Allende.

Com o golpe em setembro de 1973, teve que viajar para a Holanda em busca de asilo político em fevereiro de 1974. Morou inicialmente em Rotterdam e depois mudou-se para Amsterdã onde cursou doutorado de Economia. Therezinha chegou a trabalhar na área de planejamento na prefeitura da cidade até setembro de 1977, quando o seu contrato não foi renovado. Desempregada, sua situação agravou os problemas psicológicos que já vinha apresentando, afinal segundo sua irmã, Therezinha parecia apreciar a vida no país:
| “ | Naquela cidade, ela se adaptou muito bem e me escrevia alegre e satisfeita com tudo: com o sucesso nos estudos, com a cidade, com o trabalho que vinha realizando na Prefeitura local na área de planejamento. Estava feliz, apesar de se encontrar na condição de asilada. Era como dizia, uma asilada privilegiada por ter conseguido um emprego. | ” |

Therezinha foi encontrada morta sob a janela de seu apartamento em 3 de fevereiro de 1978.

## Perseguição e morte
Enquanto esteve em Amsterdã, Therezinha trocava correspondências com sua irmã, Selma, que em seu depoimento contou que a militante viajou por diversos países na Europa e contou a ela, pelas cartas, que se sentia perseguida além de receber ameaças e ter seu apartamento invadido:
| “ | (...) em julho de 1977 saiu de férias da prefeitura e fez curso de línguas; viajou pela Rússia e países da Europa Oriental, e onde chegava encontrava as mesmas pessoas. Quando voltou da viagem, encontrou seu apartamento todo remexido, desarrumado. Observou que seu telefone estava ‘grampeado’ e pedia que eu não lhe telefonasse. Às vezes, quando voltava do serviço, encontrava seu apartamento remexido demonstrando ter entrado gente; começou a receber telefonemas anônimos com ameaças. Foi ficando nervosa e preocupada (...). Por fim, apareceu morta, caída da janela. Ocorre que ela era muito católica, tinha medo da morte. E antes de se sentir seguida estava gostando muito de Amsterdã. De repente, ela ficou sabendo que se tratava da polícia secreta do Chile. Quanto aos outros, não chegou a saber. | ” |

Durante o período em que se sentia perseguida, Therezinha foi aconselhada por um de seus amigos, na época também exilado, para que tivesse mais cuidado, pois ele tinha informações que policiais chilenos e brasileiros estariam perseguindo exilados em diversos países. Assim, no segundo semestre de 1977, temendo a possibilidade de suas ligações estarem sendo interceptadas e suas cartas violadas, decidiu interromper a comunicação com sua irmã, deixando-a bem preocupada:
| “ | Mais ou menos em setembro/outubro de 1977, ela me pediu que não mais telefonasse para ela, nem escrevesse, pois achava que havia escuta em sua linha telefônica e que as suas correspondências estavam sendo violadas. Falou que sempre que pudesse, daria notícias. Não deu mais notícias e eu fiquei preocupada. | ” |

No dia 3 de fevereiro de 1978, foi encontrada agonizando na calçada em frente ao edifício que morava em Amsterdã e, ainda com vida, foi levada as pressas para o Academische Ziekenhuis da Vrije Universiteit, onde foi operada mas não resistiu, pois a queda sofrida do 7° andar lhe causou fraturas por todo o corpo e uma grande hemorragia no baço.
A morte foi considerada como sendo um suicídio e não houve maior investigações sobre o caso. O irmão de ambas foi o primeiro a saber da notícia de seu falecimento a partir de informações bem confusas. Contudo a família de Therezinha descarta a possibilidade de que a causa da morte tenha realmente sido essa, pois em declaração a irmã diz que ela jamais se suicidaria, afinal ela tinha uma formação bastante religiosa a qual era bastante conservadora, mas também porque estava feliz com a vida que levava em Amsterdã, o emprego na prefeitura local, seus estudos e a cidade em si, mesmo estando ali como asilada política. 

Sua morte foi informada através de uma carta enviada por um exilado politico para o bispo de Lins (SP), Dom Pedro Paulo Koop no dia 7 de fevereiro de 1978:
| “ | Prezado Dom Pedro Paulo, Com muito pesar comunico a todos que lerem e ao senhor que Teresinha de Jesus, nascida aos 22/02/1941 e exilada na Holanda desde princípios de janeiro de 1974, dia 3 de fevereiro p.p. às 12:00 horas, se jogou da janela de seu quarto, do 3º andar de um edifício em Amsterdam. Em conseqüência deste acidente, ela sofreu fraturas das costelas e uma grande hemorragia no baço. Foi atendida na Academische Ziekenhuis da Vrije Universiteir naquela cidade, e sendo operada veio a falecer às 21:05 do mesmo dia de distúrbios do coração.(...) Sofreu no exílio longamente todos os problemas psicológicos referentes ao isolamento que marca esta vida. | ” |

## Investigação
Segundo a decisão feita em 2 de fevereiro de 2006, pela Comissão Especial sobre Mortos e Desaparecidos Políticos (CEMDP) reconheceu a responsabilidade do Estado brasileiro pela morte de Therezinha Viana de Assis. Com isso a causa de sua morte foi dada como resultado das sequelas da tortura a qual foi submetida por agentes do Estado brasileiro e seu nome foi incluído no Dossiê ditadura: mortos e desaparecidos políticos no Brasil (1964-1985), organizado pela Comissão de Familiares de Mortos e Desaparecidos Políticos.
Foi comprovado posteriormente a partir de documentos levantados no processo da CEMDP, como a certidão com informações da Agência Brasileira de Inteligência (ABIN) e cópias das páginas do Dossiê dos Mortos e Desaparecidos e Desaparecidos, a sua militância política, o que levou aos seus diversos exílios. Aceitando a argumentação que apontou o vínculo entre as torturas sofridas quando estava presa no Brasil e o quadro psíquico que a teria levado ao seu suicídio na Holanda, dessa forma a Comissão acatou o requerimento por unanimidade, seguindo o voto da relatora Márcia Adorno.
Assim foi recomendado a continuidade das investigações sobre as circunstâncias que levaram a sua morte, para que tenha a identificação e responsabilização dos agentes do Estado que estão envolvidos no caso de Therezinha.

### Memorando da CIA
A Agência Central de Inteligência (CIA) teve publicado em 2015 pelo governo americano, e descoberto pelo pesquisador Matias Spektor, da Fundação Getulio Vargas (FGV) em 2018, um memorando secreto elaborado em 11 de abril de 1974 pelo então diretor da CIA, William Egan Colby, e endereçado ao secretário de Estado dos EUA Henry Kissinger, onde é relatado um encontro entre João Batista Figueiredo, na época chefe do Serviço Nacional de Informações (SNI), e os generais Milton Tavares de Souza e Confúcio Danton de Paula Avelino, do Centro de Inteligência do Exército (CIE) e o presidente do Brasil, o general Ernesto Geisel, em que fica evidente que o governante não só sabia mas também autorizou a execução de opositores durante a ditadura militar.
Segundo registros da Comissão Nacional da Verdade (CNV), pelo menos 89 pessoas morreram ou desapareceram no país por motivações políticas a partir de 1° de abril de 1974 até o final da ditadura. Dentre os nomes que aparecem nessa lista está o de Therezinha Viana de Assis.

## Homenagens
Atualmente existe uma rua com o nome Therezinha Viana de Assis em Campinas.